# نیکی استون
نیکی استون (انگلیسی: Nikki Stone؛ زادهٔ ۴ فوریهٔ ۱۹۷۱) اسکی‌باز نمایشی اهل ایالات متحده آمریکا بود.
از افتخارات وی می‌توان به کسب مدال طلا در بازی‌های المپیک زمستانی ۱۹۹۸ اشاره کرد.